# Talsperre Los Molinos
Die Talsperre Los Molinos (spanisch Dique Los Molinos) ist eine Talsperre mit Wasserkraftwerk in der Provinz Córdoba, Argentinien. Sie staut den Río Los Molinos zu einem Stausee auf. Die Talsperre und das zugehörige Kraftwerk Los Molinos I (span. Central hidroeléctrica Los Molinos I) werden auch als Wasserkraftwerkskomplex Los Molinos I (span. Complejo hidroeléctrico Los Molinos I) bezeichnet. Ungefähr 2 km flussabwärts vom Kraftwerk Los Molinos I liegt die Talsperre José de la Quintana mit dem Kraftwerk Los Molinos II.
Die Talsperre dient der Stromerzeugung und der Trinkwasserversorgung. Mit dem Bau der Talsperre wurde 1948 (bzw. 1949) begonnen. Sie wurde 1951 fertiggestellt und am 23. Oktober 1953 eingeweiht. Die Talsperre und das Kraftwerk sind im Besitz von Subsec. de Recursos Hídricos de Córdoba.

## Absperrbauwerk
Das Absperrbauwerk ist eine Bogenstaumauer aus Beton mit einer Höhe von 58 m über dem Flussbett (maximale Höhe 64 m). Die Mauerkrone liegt auf einer Höhe von 770 m über dem Meeresspiegel. Die Länge der Mauerkrone beträgt 240 m, ihre Breite an der Krone 8,4 m. Das Volumen des Absperrbauwerks liegt bei 96.400 m³. Die Staumauer verfügt über eine Hochwasserentlastung, über die maximal 660 m³/s abgeleitet werden können.

## Stausee
Das normale Stauziel liegt zwischen 736 und 765 m. Bei einem Stauziel von 765 m erstreckt sich der Stausee über eine Fläche von rund 21,11 km² und fasst 307 Mio. m³ Wasser. Das maximale Stauziel beträgt 769 m, das minimale 747,6 m.

## Kraftwerk
Das Kraftwerk Los Molinos I ging im Oktober 1957 in Betrieb. Das Maschinenhaus des Kraftwerks befindet sich etwa 5 km flussabwärts der Talsperre am linken Flussufer. Die installierte Leistung beträgt 48 (bzw. 53,36) MW. Die durchschnittliche Jahreserzeugung der beiden Kraftwerke Los Molinos I und Los Molinos II wird mit zusammen 185 Mio. kWh angegeben.
Die 4 Francis-Turbinen leisten jeweils maximal 13,34 MW und die Generatoren jeweils 17,36 MVA. Die Nenndrehzahl der Turbinen beträgt 750 min−1. Die Fallhöhe liegt zwischen 196 und 248 m. Der Durchfluss beträgt 6,1 m³/s (maximal 7,26, minimal 3 m³/s). Zur Versorgung des Eigenbedarfs gibt es noch eine Pelton-Turbine.